# Carlo Pes
Carlo Pes (Cagliari, 3 de março de 1927 – Bellagio, 24 de dezembro de 1999) foi um guitarrista, arranjador e compositor italiano.
Mudou-se com sua família para Roma; fã de jazz, ele fez sua estreia em 1945 como um guitarrista em um complexo juntamente com Enrico Simonetti e Bruno Martino. Em 1963, ele gravou a canção "Quisasevà", composta por Armando Trovajoli, que foi escolhido como tema do programa de televisão Il Giornalaccio.
Morou no Brasil juntamente com seu irmão baixista Bruno, onde ele estudou folclore musical.